# Grumpy Cat
Grumpy Cat (рус. Сердитая Кошка), настоящая кличка — Соус Тардар (англ. Tardar Sauce) — кошка, ставшая интернет-знаменитостью благодаря необычной внешности после того, как брат её хозяйки в сентябре 2012 года разместил фотографию кошки на сайте Reddit. По словам хозяйки, Табаты Бундесен, подобная внешность связана с врождённой карликовостью и неправильным прикусом.
Кличка кошки происходит от названия соуса тартар. Это связано с тем, что когда она была ещё котёнком, её шерсть была покрыта тёмными пятнышками. Кристал, дочь Табаты, решила, что это похоже на соус тартар. Название «Соус Тардар» было написано с ошибкой (ошибка в слове «тартар»), но в итоге его решили не менять.

## Известность
После того, как кошка стала достаточно популярной в интернете, её хозяйка создала страницу на Facebook, на которую уже подписался миллиард человек. В мае 2013 года «Сердитый котик» получил премию Webby Awards в номинации «Мем года».

## Появление в СМИ
- В марте 2013 года на YouTube появились 2 ролика с рекламой кошачьего корма Friskies, в которых снялась Grumpy Cat[4].

## Коммерция
В июле 2013 года была выпущена книга под названием «Grumpy Cat: A Grumpy Book». В 2014 году в России также вышла книга «Grumpy Cat. Сердитая книга от самой сердитой кошки в мире», издательство «Эксмо». В этом же месяце стало известно, что планируется производство кофейного напитка Grumppuccino (с тремя вкусами — мокко, обычный кофе и ваниль), выпуск которого был намечен на сентябрь.
В 2014 году вышла вторая книга — «The Grumpy Guide to Life: Observations by Grumpy Cat» (рус. Руководство суровой жизни: наблюдения сердитого котика).
По информации некоторых СМИ, к концу 2014 года Тард успела принести своей хозяйке Табате Бандесен доход в размере около 100 миллионов долларов (хотя та называет эту сумму завышенной). В январе 2018 года Табата смогла получить 710 000 долларов компенсации от Grumpy Cat Grumppuccino за нарушение авторских прав.

## Фильм
30 мая 2013 стало известно, что компания Broken Road планирует снять полнометражный фильм с участием Тард, который может быть похож на фильмы про Гарфилда.
11 июня 2014 года было объявлено, что Lifetime выпустит телефильм «Худшее рождество Сердитой кошки». Тим Хилл, режиссёр фильма, и Джефф Моррис написали сценарий, основная съёмка состоялась летом. Обри Плаза озвучила Кошку, а также была продюсером фильма. Премьера фильма состоялась 29 ноября 2014 года.
По сюжету фильма девочка предотвращает ограбление супермаркета в провинциальном городке накануне рождества. Все действующие лица фильма — люди, сцен действия с животными (как это было в фильмах про Гарфилда) нет. Сама Тард является пассивным наблюдателем и служит источником комментариев по поводу происходящего.
Фильм получил в основном негативные отзывы. На агрегаторе рецензий Rotten Tomatoes фильм имеет рейтинг 27 % на основе 11 рецензий и средний рейтинг 4,17/10. На Кинопоиске фильм имеет оценку 5,2.

## Смерть
14 мая 2019 года Тардар умерла в своём доме на руках своей хозяйки от инфекции мочевого пузыря в возрасте 7 лет. Её смерть была обнародована спустя 3 дня, 17 мая 2019 года, в социальных сетях, и многие люди со всего мира оплакивали её. Дань уважения была размещена по всему миру.